# Hoofdkromming

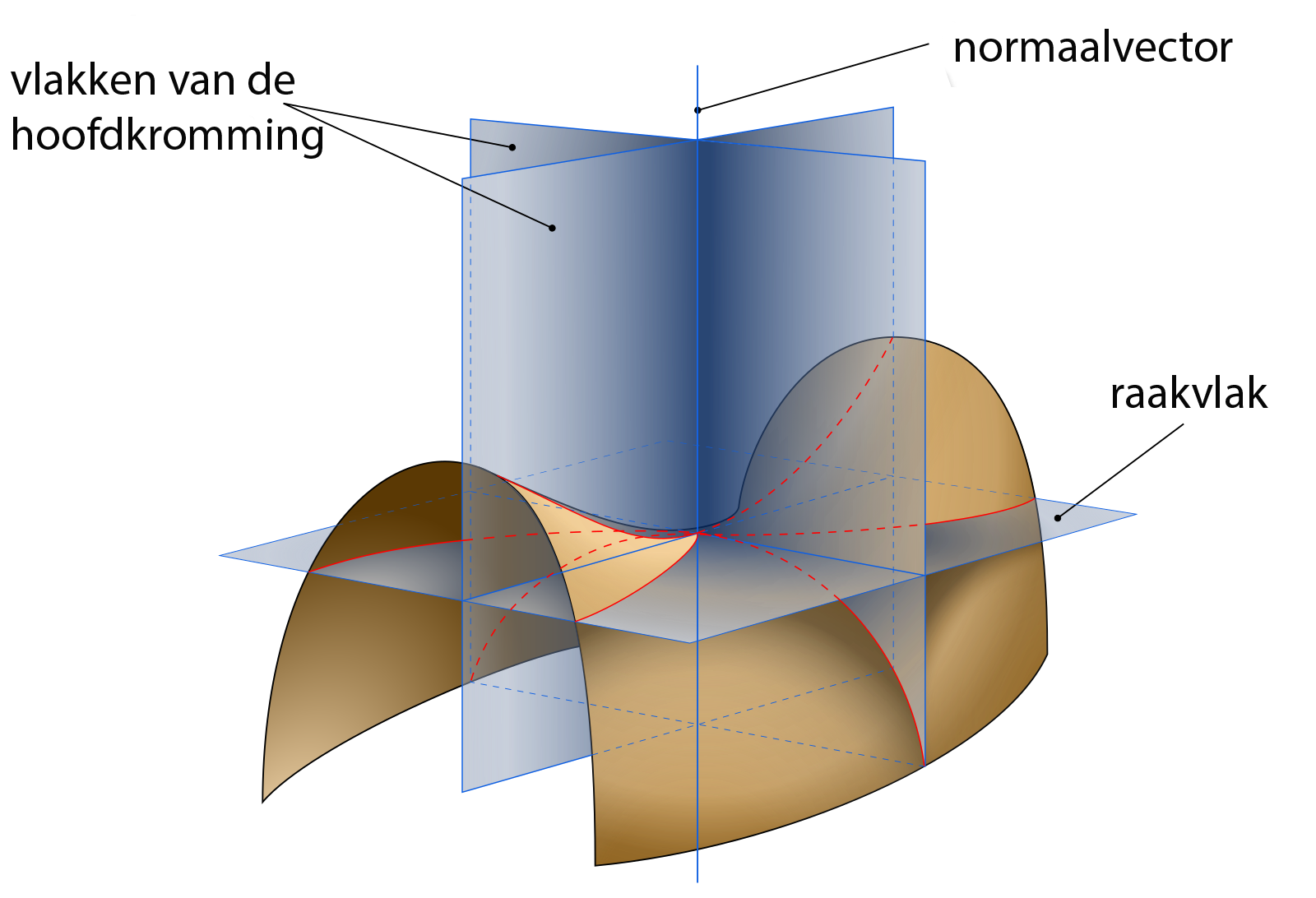
Zadeloppervlak met normale vlakken in de richtingen van de hoofdkrommingen

In de differentiaalmeetkunde, een deelgebied van de meetkunde, meten de twee hoofdkrommingen op een bepaald punt van een oppervlak, hoe dit oppervlak op dat punt in verschillende richtingen in verschillende mate buigt. 
Men kan op ieder punt {\displaystyle p} van een differentieerbare variëteit, van een gekromd oppervlak {\displaystyle S} in de 3-dimensionale euclidische ruimte een normaalvector kiezen, die een eenheidsvector is. Een normaal vlak door {\displaystyle p\in S} is een vlak {\displaystyle N} door {\displaystyle p}, zodanig dat er in infinitesimale benadering een kromme op {\displaystyle S} ligt, die ook in {\displaystyle N} ligt. Deze kromme zal in {\displaystyle p} in het algemeen een verschillende kromming voor de verschillende normale vlakken hebben. De vlakken met de twee hoofdkrommingen op {\displaystyle p} zijn de twee vlakken, waarin deze kromming de maximale en de minimale waarde hebben. Deze maximale en minimale waarde worden de hoofdkrommingen genoemd.
De twee zo bepaalde normale vlakken met een hoofdkromming staan altijd loodrecht op elkaar. 